# Zuid-Museum

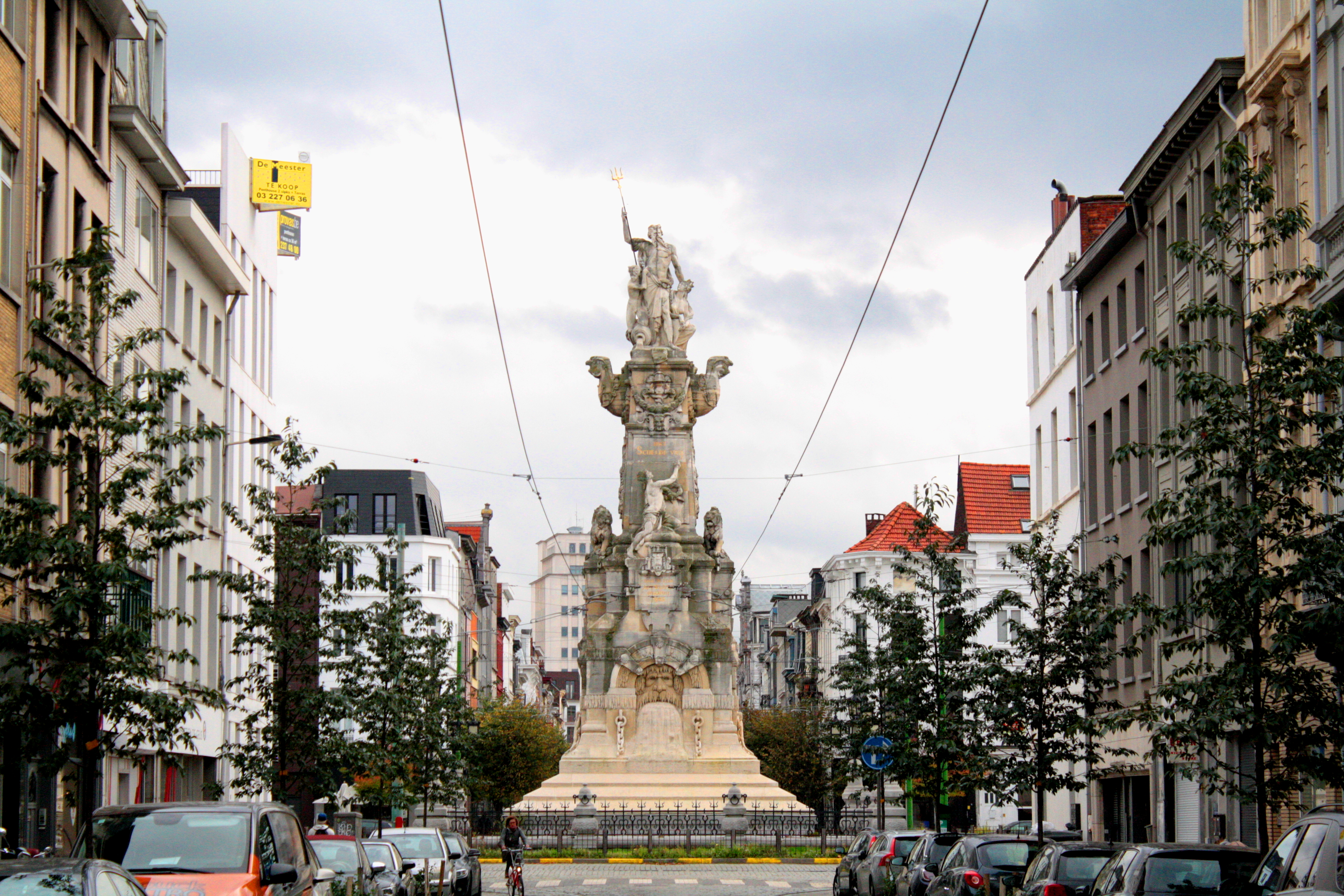
Marnixplaats vanuit de Geuzenstraat in 2017

De wijk Zuid-Museum in Antwerpen wordt meestal Het Zuid genoemd (of korter: 't Zuid). Ze vormt het zuidelijke deel van de Antwerpse binnenstad en wordt begrensd door de Singel, de Amerikalei, de Kasteelpleinstraat, de Kronenburgstraat en de Kaaien (Schelde). Binnen de Leien is het de meest zuidelijke wijk, in het noorden grenzend aan Sint-Andries en de Theaterbuurt.
Door de vele bars, restaurants en cafés staat ze bekend als een hippe buurt. De wijk dankt haar naam aan het Koninklijk Museum voor Schone Kunsten, het Museum van Hedendaagse Kunst Antwerpen (M HKA) en het Fotomuseum. Daarnaast bevinden zich het nieuwe gerechtsgebouw, het Zuiderpershuis, de Sint-Michiel en Sint-Petruskerk en de modernistische Sint-Walburgiskerk hier. Ook is er de synagoge van Shomre Hadas in de Bouwmeesterstraat die ook als de Hollandse synagoge bekend staat. Er zijn verder veel grote statige herenhuizen en sierlijke art nouveauhuizen in de wijk.
Het stratenplan is doordacht geometrisch, met brede straten in een sterpatroon. Het is geïnspireerd op wat Haussmann in Parijs verwezenlijkte. Dit patroon is heel herkenbaar op de Marnixplaats, Lambermontplaats, Leopold de Waelplaats (voor het Museum), de Gillisplaats (met de Waterpoort) en de Bolivarplaats (met het gerechtshof). Door Antwerpenaars wordt de wijk soms ook ‘Petit-Paris’ genoemd.
Tussen de Kaaien en het Museum liggen de Gedempte Zuiderdokken. Waar vroeger de dokken waren bevond zich van 1969 tot 2017 een grote parkeer- en evenementenruimte. Sindsdien werd het plein gedurende enkele jaren heraangelegd met ondergrondse parkings en een park. In 2024 zou de volledige heraanleg voltooid moeten zijn. 

## Geschiedenis

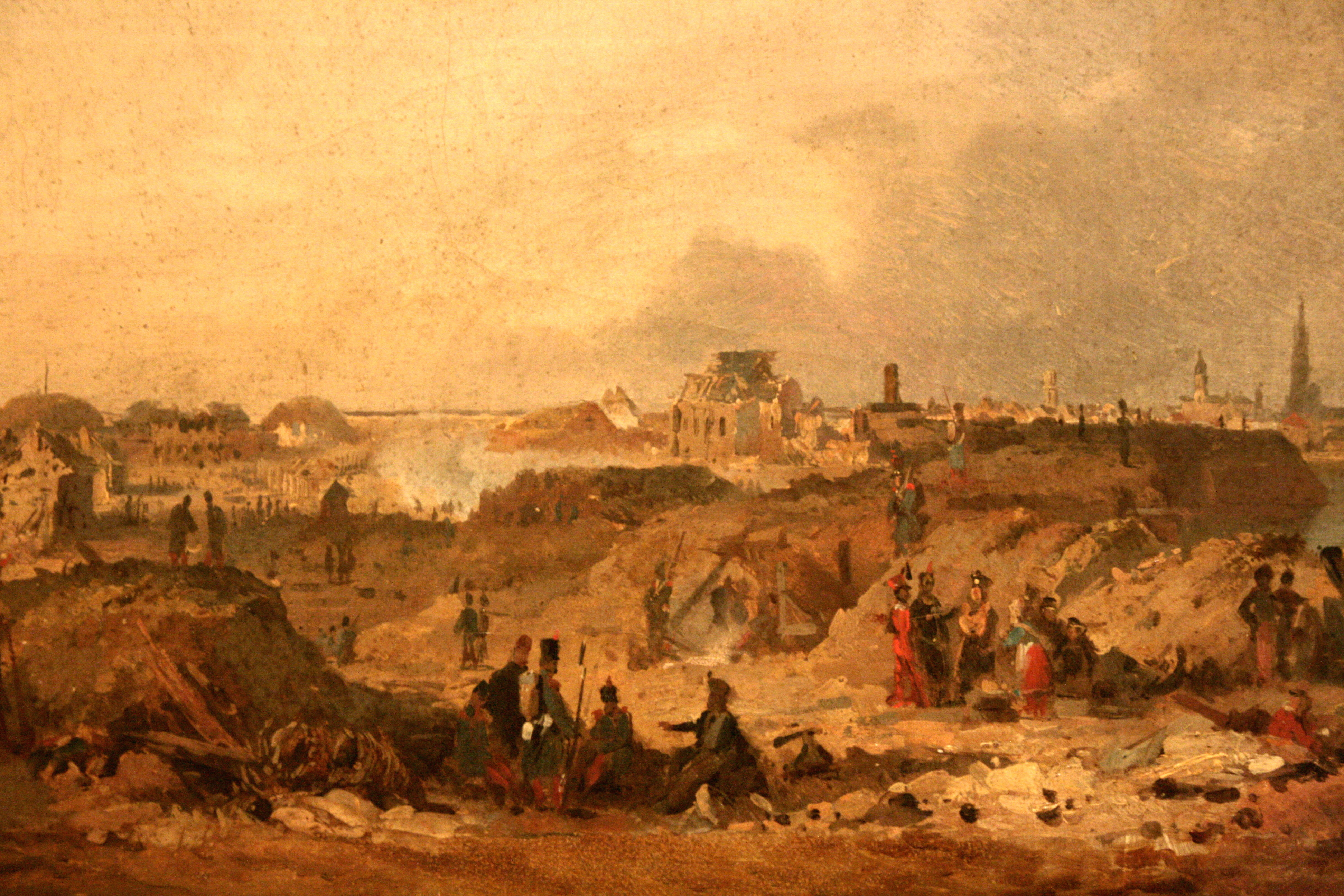
De belegering van Antwerpen, waar generaal D.H. Chassé het bevel voerde (zicht van de citadel), door Ferdinand de Braekeleer

Een groot deel van het huidige Zuid werd ingenomen door de citadel, ook wel het Zuidkasteel genoemd. Deze dwangburcht werd in de periode 1568-1572 gebouwd naar een ontwerp van ingenieur Paciotto, in opdracht van de hertog van Alva, om de oproerige stad Antwerpen te kunnen beheersen. Kort na de val van Antwerpen (1585) kreeg het zijn vijfhoekige vorm, met vijf bastions. In de loop van de 17de en 18de eeuw werden bijkomende versterkingen aangelegd rond de citadel. Binnenin de citadel stonden tal van gebouwen met uiteenlopende functies: kazernes, kruitmagazijnen, bomvrije ruimten, een kapel, enz. De huidige Lambermontplaats bevindt zich op het toenmalige binnenplein.
De citadel speelde een belangrijke rol tijdens de Belgische Revolutie. Onder de aanvoering van Generaal Chassé werd op 27 oktober 1830 de binnenstad gebombardeerd (bombardement van Antwerpen). Uiteindelijk werd ze in 1832 door Franse troepen ontzet.
Eind 19de eeuw werd de citadel met de grond gelijk gemaakt voor de aanleg van deze nieuwe stadswijk. De meeste bebouwing in deze buurt dateert dan ook uit de periode 1890 - 1920. De gevoelens van de Antwerpenaren tegenover de Spaanse bezetting schemeren door in de namen van de straten en pleinen die in het gebied van de citadel werden aangelegd, welke in hoofdzaak naar (voor de Nederlanden) helden uit de Tachtigjarige Oorlog verwijzen: Admiraal de Boisotstraat (Admiraal Lodewijk van Boisot), Brederodestraat (Hendrik van Brederode), Graaf van Egmontstraat (Graaf van Egmont), Graaf van Hoornestraat (Graaf van Horne), Marnixplaats (Marnix van Sint-Aldegonde), Montignystraat (Baron van Montigny), Zwijgerstraat (Willem de Zwijger). De Kasteelstraat verwijst rechtstreeks naar de citadel, de Pacificatiestraat naar de Pacificatie van Gent, en de Belegstraat naar het Beleg van Antwerpen.
De wereldtentoonstellingen van 1885 en 1894 zijn gehouden op de toen nog braakliggende gronden rondom het Museum voor Schone kunsten.
Met de opening in april 1903 van het Hippodroompaleis op de Leopold de Waelplaats was de wijk tot in 1959 een magneet voor alle soorten van amusement.
De wijk zou vanaf de jaren 60 grondig veranderen door het verval van de Hippodroom en het dempen van de Zuiderdokken. In de jaren 80 is de wijk nog een schaduw van weleer tot kunstenaars de wijk herontdekken en de kentering wordt ingezet naar een nieuwe bloeiperiode.

## Vervoer
Het Zuidstation ligt op wandelafstand en ook het centraal station is vlot bereikbaar (fiets, tram, auto of te voet).
De wijk wordt ontsloten door vele buslijnen en de tramlijnen 1, 4 en 10.
Ook voor het autoverkeer is deze wijk goed bereikbaar. De drie belangrijke noord-zuidverbindingen (Singel, De Leien en de Kaaien) komen in deze wijk samen, en via de Bolivartunnel is er een rechtstreekse verbinding met de Ring rond Antwerpen en de A12 naar Brussel. Er zijn diverse Velo-stations met deelfietsen in de buurt te vinden.